# Webull
Webull Financial LLC, thường được gọi là Webull, là một công ty dịch vụ tài chính tại Manhattan, được thành lập vào năm 2017, có trụ sở chính tại Phố Wall ở Thành phố New York. Có mặt trên thiết bị di động, Webull cung cấp giao dịch  miễn phí hoa hồng đối với cổ phiếu, ETF và quyền chọn.
Đến cuối tháng 8 năm 2020, tổng số người dùng đã đăng ký của nó đã vượt quá 11 triệu người. Trong tháng mười một năm 2020, Webull bắt đầu hỗ trợ giao dịch tiền mã hóa.
Vào ngày 28 tháng 1 năm 2021, Webull đã tạm dừng các lệnh mua đối với các cổ phiếu bị ảnh hưởng bởi việc bán non cổ phiếu của GameStop, và ngay sau đó cho phép các lệnh mua được tiếp tục.